# Погорелово (Смоленская область)
Погорелово — деревня в Шумячском районе Смоленской области России. Входит в состав Озёрного сельского поселения.
Население — 21 житель (2007 год).
Расположена в юго-западной части области, в 13,7 км к северо-востоку от Шумячей, в 17 км к западу от Рославля.

## История
До 2004 года деревня входила в состав Гневковского сельского округа.

## Достопримечательности
Памятники археологии:
- Городище днепро-двинских племён на южной окраине деревни 1-го тысячелетия до н. э. Вторично использовалось древнерусским населением в XII — XIII веках.
- Курган на правом берегу ручья Тереблевка.